# Mahlberg
Mahlberg è una città tedesca situata nel circondario dell'Ortenaukreis, nell'ovest del Baden-Württemberg.

## Geografia fisica
È situata fra le pendici della Foresta Nera e la fossa Renana circa 8 km a sud-ovest di Lahr con la quale confina a nord.